# BNS Anushandhan
BNS Anushandhan là một tàu khảo sát của Hải quân Bangladesh. Tàu đã từng phục vụ trong biên chế Hải quân Hoàng gia Anh như tàu khảo sát bờ biển HMS Roebuck (H130) từ 3 tháng 10 năm 1986 đến 15 tháng 4 năm 2010. Tàu là con tàu khảo sát truyền thống cuối cùng phục vụ trong Hải quân Hoàng gia Anh. Trong năm 2010, tàu đã được bán cho Hải quân Bangladesh. Tàu đã được chuyển giao cho Hải quân Bangladesh ngày 28 tháng 5 năm 2010. Vào ngày 1 tháng 6 năm 2010, tà đã đi đến Bangladesh. Nó là tàu khảo sát thủy văn đầu tiên phục vụ Hải quân Bangladesh.

## Phục vụ Hải quân Bangladesh
Con tàu đã tới Chittagong vào 23 tháng 7 năm 2010. Trên đường đến Bangladesh, tàu đã ghé thăm Maroc, Ai Cập, Ả Rập Xê Út, Oman và Sri Lanka. Tàu nhập biên chế Hải quân Bangladesh vào 29 tháng 12 năm 2010. Tàu đóng một vai trò quan trọng để bảo đảm phán quyết về ranh giới trên biển với Myanmar và Ấn Độ bằng cách cung cấp dữ liệu chính xác.

### Thiết bị
Con tàu được trang bị đầy đủ các cảm biến thủy văn. Cô cũng mang một chiếc Motor Motor khảo sát cho các công trình ven bờ. Vào tháng 10 năm 2011, cô đã được trang bị bộ cảm biến đa ngôn ngữ Shallow-water multibeam. Bốn Mirrlees Blackstone của họ động cơ diesel tăng áp ES8 có thể lái xe Twin Controllable Pitch Propellers thông qua hai hộp số.

### Sứ mệnh
Nhiệm vụ của con tàu này là duy trì môi trường biển và khả năng điều hướng của các con sông, phân định ranh giới biển và bảo vệ khu vực ven biển bằng cách thu thập các thông tin cần thiết và dữ liệu thống kê. Tàu cũng sẽ đóng vai trò quan trọng trong các hoạt động nghiên cứu và khai thác các nguồn tài nguyên biển. Tàu cũng có thể đóng vai trò như một chiếc tàu hỗ trợ cho các tàu chiến của Hải quân Bangladesh.